# Анбашская
Анба́шская — посёлок железнодорожной станции в Кыштымском городском округе Челябинской области России. Поселок обслуживает станцию Анбашская и находится в административной связи с посёлком Тайгинка. 

## Этимология
Посёлок получил своё название по озеру Анбаш, находящемуся в 2 км от посёлка.

## История

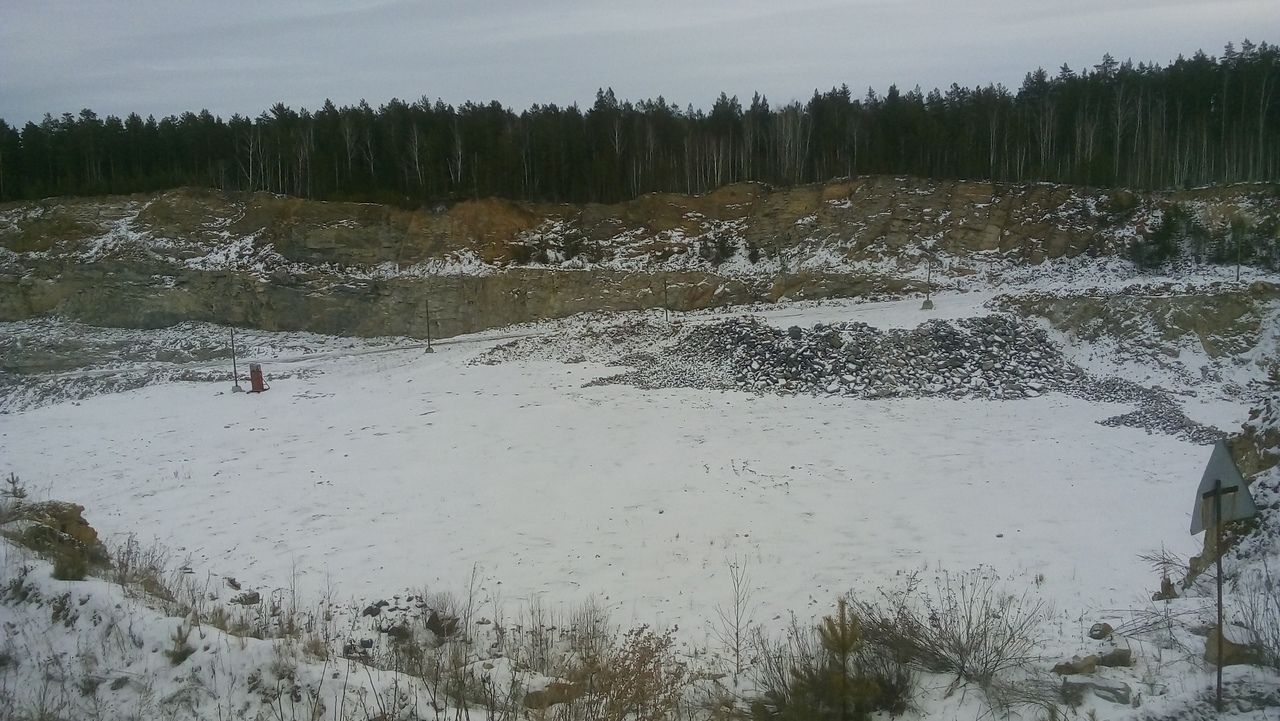
Вид на карьер

Был создан приблизительно в 1932-1934 года в связи, с созданием гранитного комбината. Гранит вывозили лошади-тяжеловозы. В эти годы построили первую станцию Анбашская. К 1960 году сменили узкоколейную железную дорогу на ширококолейную, построили новую станцию, Старое станционное здание использовали в качестве клуба.
В 1970 году открыли первый продуктовый магазин, но к 1980-м он был закрыт. Через станцию «поезд добрых услуг» с магазинами, медпунктом. Поездная агитбригада проводила концерты.  
В посёлке добывали вермикулит, щебень, песок   
В 2001 году станция Анбашская стала железнодорожным постом, в 2017 году карьер был закрыт, добывающая компания объявила о банкротстве. 

## География

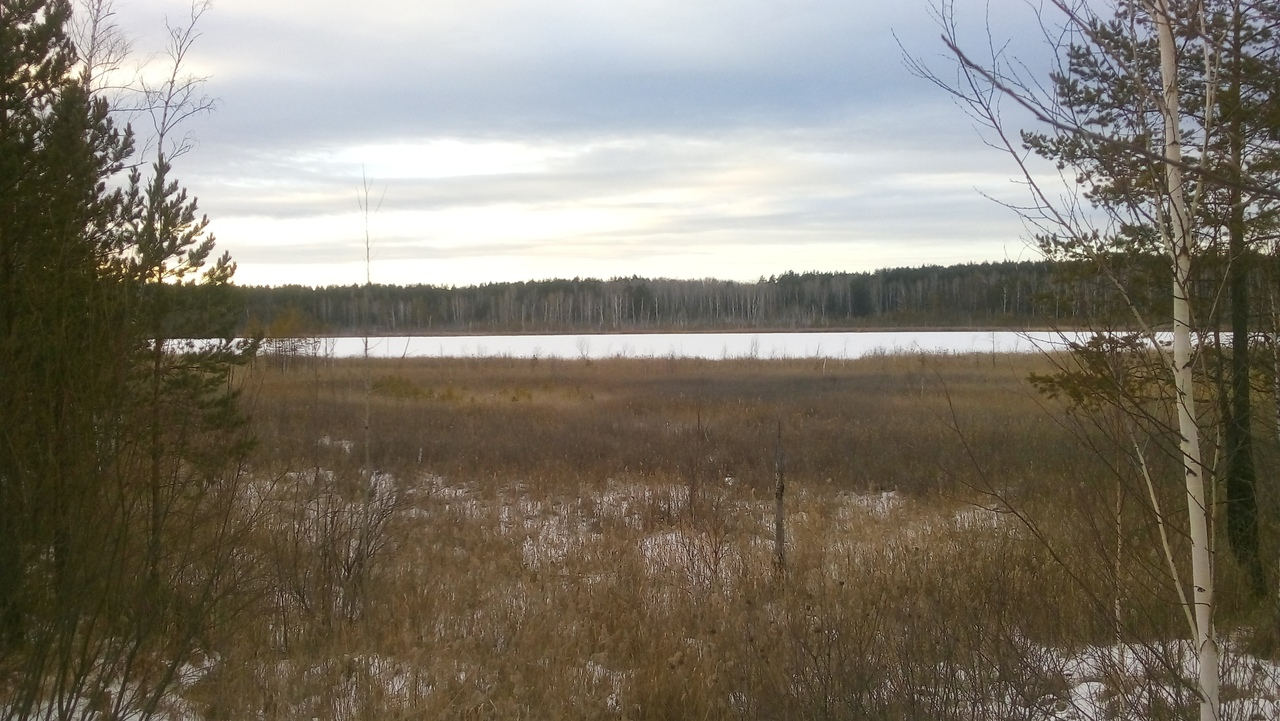
Озеро Нонькино

Расположен рядом с озером Нонькино. Расстояние до центра городского округа Кыштыма  11 км.
Рядом с посёлком располагается Анбашский гранитнощебеночный карьер. Также в 1 км находится хвостохранилище отходов Тайгинского графитового комбината, называемое местными «Тайгинской рукотворной пустыней».

## Население
| 2002 | 2010 |
| ---- | ---- |
| 48   | ↗56  |

В 1970 г. здесь проживало 63 человека, в 1997 г. — 39 человек, в 2002 г. — 48 человек.

## Достопримечательности

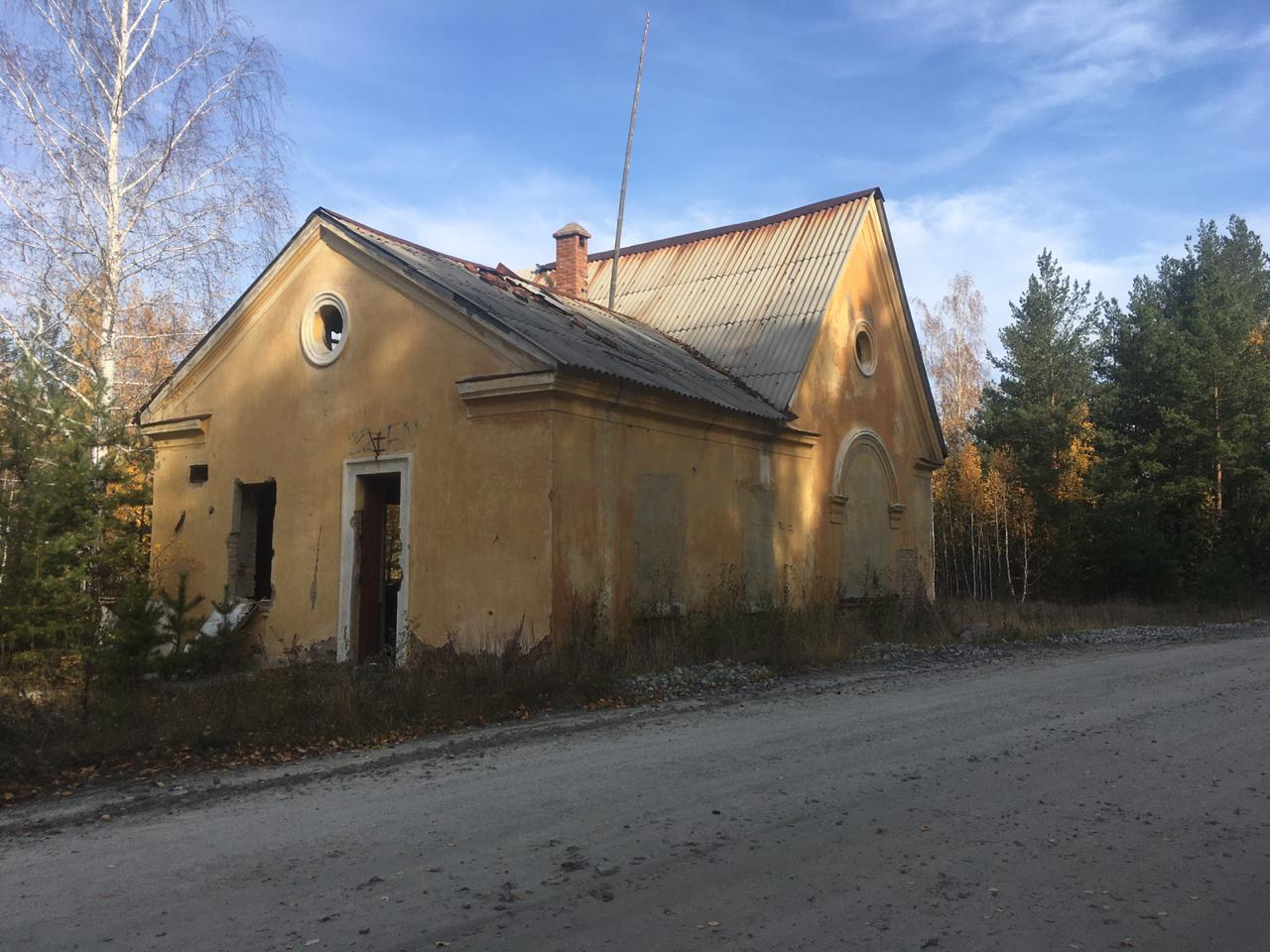
Заброшенное здание станции Анбашская

Анбашская каменоломня — старинное сооружение у озера Анбаш, расположено на склоне небольшого холма с противоположной стороны от карьера, где камень добывали пленные немцы. Сейчас  местность заросла сосновым лесом, следы деятельности почти не видны, но на пологом склоне хорошо просматривается ярусность. 
Старое здание станции Анбашская, работавшее до 1960 года, когда построили новое здание. Позже использовали в качестве клуба

## Транспорт
В посёлке расположен одноимённый путевой пост. Рядом с посёлком есть автобусная остановка.

## Улицы
Уличная сеть посёлка состоит из 1 улицы: Железнодорожной